# Пречистое (Любимский район)
Пречистое — деревня в Любимском районе Ярославской области.
С точки зрения административно-территориального устройства относится к Осецкому сельскому округу. С точки зрения муниципального устройства входит в состав Осецкого сельского поселения.

## География
Деревня расположена в 10 км на север от центра поселения деревни Рузбугино и в 25 км на юг от райцентра города Любим.

## История
Каменная церковь Рождества Пресвятой Богородицы построена в 1814 году на средства прихожан. Престолов было три: в настоящей холодной — в честь Рождества Пресвятой Богородицы, в теплой два придела: на южной стороне — во имя св. муч. Димитрия Мироточивого и на северной стороне - во имя св. муч. Флора и Лавра. 
В конце XIX — начале XX века деревня входила в состав Осецкой волости (позже — в составе Раменской волости) Любимского уезда Ярославской губернии.
С 1929 года деревня входила в состав Акуловского сельсовета Любимского района, с 1954 года — в составе Расловского сельсовета, в 1980-е годы — в составе Осецкого сельсовета, с 2005 года — в составе Осецкого сельского поселения.

## Население
| 1859 | 1914 | 2002 | 2007 | 2010 |
| ---- | ---- | ---- | ---- | ---- |
| 18   | ↘11  | ↗22  | ↗24  | →24  |

## Достопримечательности
В деревне расположена недействующая Церковь Рождества Пресвятой Богородицы (1814).